# 뉴욕주의 주지사
뉴욕 주의 주지사는 뉴욕주정부와 주 방위군의 최고 통수권자이다. 이 직위에 위치한 사람은 주 내 의회의 결정으로 탄핵될 수 있으며 주 법률을 지킬 의무를 지니고 있다. 현직 주지사는 캐시 호출이다.
1777년 7월 30일에 만들어진 이 직위는 현재까지 민주당 소속의 정치인 26명, 공화당 소속의 정치인 18명, 기타 정당 소속 15명이 거쳤다. 특히 뉴욕 주지사를 지낸 후 대통령이 된 경우는 총 4번이며 이외에 대통령 후보와 부통령이 된 사람도 많아 정계에서 매우 중요하게 다뤄진다.

## 목록
공화당
  민주당
| 대수 | 대수 | 성명                  | 성명                             | 소속   | 재임 기간                      | 부지사 | 부지사                          |
| ---- | ---- | --------------------- | -------------------------------- | ------ | ------------------------------ | ------ | ------------------------------- |
|      | 33   |                       | 시어도어 루스벨트 (1858~1919)    | 공화당 | 1899년 1월 1일~1901년 1월 1일  |        | 티모시 L. 우드로                |
|      | 42   |                       | 앨 스미스 (1873-1944)            | 민주당 | 1919년 1월 1일~1921년 1월 1일  |        | 헨리 C. 워커                    |
|      | 44   |                       | 프랭클린 D. 루스벨트 (1882~1945) | 민주당 | 1929년 1월 1일~1933년 1월 1일  |        | 허버트 H. 레만                  |
|      | 52   |                       | 마리오 쿠오모 (1932~2013)        | 민주당 | 1983년 1월 1일~1995년 1월 1일  |        | 알프레드 델벨로                 |
|      | 52   | 워렌 M. 앤더슨        | 마리오 쿠오모 (1932~2013)        | 민주당 | 1983년 1월 1일~1995년 1월 1일  |        |                                 |
|      | 52   | 스탠 루디네           | 마리오 쿠오모 (1932~2013)        | 민주당 | 1983년 1월 1일~1995년 1월 1일  |        |                                 |
|      | 53   |                       | 조지 퍼타키 (1945~)              | 공화당 | 1995년 1월 1일~2007년 1월 1일  |        | 베치 맥코이                     |
|      | 53   | 메리 도나휴           | 조지 퍼타키 (1945~)              | 공화당 | 1995년 1월 1일~2007년 1월 1일  |        |                                 |
|      | 54   |                       | 엘리엇 스피처 (1959-)            | 민주당 | 2007년 1월 1일~2008년 3월 17일 |        | 데이비드 패터슨                 |
|      | 55   |                       | 데이비드 패터슨 (1954~)          | 민주당 | 2008년 3월 17일~2011년 1월 1일 |        | 조셉 브루노(대행)               |
|      | 55   | 딘 스켈로스(대행)     | 데이비드 패터슨 (1954~)          | 민주당 | 2008년 3월 17일~2011년 1월 1일 |        |                                 |
|      | 55   | 맬컴 스미스(대행)     | 데이비드 패터슨 (1954~)          | 민주당 | 2008년 3월 17일~2011년 1월 1일 |        |                                 |
|      | 55   | 페드로 에스페다(대행) | 데이비드 패터슨 (1954~)          | 민주당 | 2008년 3월 17일~2011년 1월 1일 |        |                                 |
|      | 55   | 리처드 레비치         | 데이비드 패터슨 (1954~)          | 민주당 | 2008년 3월 17일~2011년 1월 1일 |        |                                 |
|      | 55   | 맬컴 스미스(대행)     | 데이비드 패터슨 (1954~)          | 민주당 | 2008년 3월 17일~2011년 1월 1일 |        |                                 |
|      | 55   | 리처드 레비치         | 데이비드 패터슨 (1954~)          | 민주당 | 2008년 3월 17일~2011년 1월 1일 |        |                                 |
|      | 56   |                       | 앤드루 쿠오모 (1957~)            | 민주당 | 2011년 1월 1일~2021년 8월 23일 |        | 로버트 더피                     |
|      | 56   | 캐시 호컬             | 앤드루 쿠오모 (1957~)            | 민주당 | 2011년 1월 1일~2021년 8월 23일 |        |                                 |
|      | 57   |                       | 캐시 호컬 (1958-)                | 민주당 | 2021년 8월 24일~               |        | 안드레아 스튜어트 쿠진스 (대행) |
|      | 57   | 브라이언 벤자민       | 캐시 호컬 (1958-)                | 민주당 | 2021년 8월 24일~               |        |                                 |

### 대통령 및 부통령직과 관련된 주지사
- 조지 클린턴 - 제1대 주지사, 제4대 부통령
- 대니얼 D. 톰킨스 - 제4대 주지사, 제6대 부통령
- 드위트 클린턴 - 제6대 주지사, 1812년 대선 후보자
- 마틴 밴 뷰런 - 제9대 주지사, 제8대 대통령, 제9대 대통령
- 호라티오 시모어 - 제18대 주지사, 1868년 대선 후보자
- 새뮤얼 J. 틸던 - 제25대 주지사, 1876년 대선 후보자
- 그로버 클리블랜드 - 제28대 주지사, 제22·24대 대통령
- 리바이 P. 모턴 - 제31대 주지사, 제22대 부통령
- 시어도어 루스벨트 - 제33대 주지사, 제26대 대통령, 제25대 부통령
- 찰스 에번스 휴스 - 제36대 주지사, 1916년 대선 후보자
- 앨 스미스 - 제42대 주지사, 1928년 대선 후보자
- 프랭클린 D. 루스벨트 - 제44대 주지사, 제32대 대통령
- 토머스 E. 듀이 - 제47대 주지사, 1944년 대선 및 1948년 대선 후보자
- 넬슨 록펠러 - 제49대 주지사, 제41대 부통령